# آشاغی‌اواجیک (حمام‌اوزو)
آشاغی‌اواجیک (به ترکی استانبولی: Aşağıovacık) یک منطقهٔ مسکونی در ترکیه است که در گوموش‌حاجی‌کوی واقع شده‌است.